# Hans Kragh-Jacobsen
Hans Kragh-Jacobsen (født 21. juni 1945 i København) er en dansk forfatter, billedkunstner, dramatiker og instruktør. Jacobsen er i øvrigt tidligere skuespiller.
Kragh-Jacobsen blev i 1981 gift med koreograf og instruktør Rhea Leman.

## Filmografi
Uddannet på filmakademiet FAMU i Prag
- Ta' det som en mand, frue (1975)
- Trællene (1978)
- Trællenes oprør (1979)
- Gummi Tarzan (1981)
- Belladonna (1981)
- Kniven i hjertet (1981)
- Sirup (1990)

### Dokumentarfilm
- Det Store Bælt
- New Zealand Eksperimentet
- Klassens klovn
- Det Rene Skrald
- Verden kommer til os
- Støbeskeen
- BanannaPark
- De Tre Fyrtårne
- Shishkebab
- Vinter i Venedig
- Melchior
- Det Handler om Lyst
- Vejen til Vesthimmerland
- Livet er en Collage

### Tv-serier
- Bullerfnis (forfatter)
- Omsen og Momsen (instruktør)
- Fæhår og Harzen (Forfatter og instruktør)

## Romaner
- Ballade om en middelmådig svømmer
- Sko på Bordet
- Tigerbalsam
- Bullerfnis på Bog
- Pøj Pøj Polonius
- Den Svimle Kanin
- Oberstinden og Radiomanden
- Kragereden, erindringsforskydninger
- Englemælk

## Rejsebøger
- Turen går til Prag

## Skuespil / musicals
- Tundra (Skifteholdet)
- Havets Alfabet (Gråbrødrescenen)
- Frit Fald (Musical med Rhea Leman, Bellevue Teatret)
- Taboo (Musical, komponist Ole Schmidt, Esbjerg Musikhus)
- Kys mig, Columbus (Bådteatret)
- Sukker i Såret (Det danske Teater)
- Kapok (Det Danske Teater)
- De Tre Musketerer (Århus Teater)
- Sovevognens Madonna (Rialto Teatret)
- De 7 Dyders Hus (Musical, komponist Torben Kjær)
- Det Borende X (Det Kgl. Teater, Aarhus Teater - aldrig opført)
- Farvehandler Madelungs Frihedstrang (Med Jens Kløft, Caféteatret)
- Kuk-kuk-faldera (med Jens Kløft, en HC Andersen-fantasi. Caféteatret)
- Den Gamle Gartners Sang (Syngespil baseret på tekster af Thøger Olesen)